# König von Deutschland (Eko-Fresh-Lied)
König von Deutschland ist ein Lied des deutschen Rappers Eko Fresh, das er zusammen mit der Sängerin Valezka aufnahm. Der Song wurde am 7. Juli 2003 als Single veröffentlicht.

## Inhalt
In König von Deutschland preist sich Eko Fresh selbst und stellt sich als überlegener deutscher Rapper dar. Als Anspielung auf die Sendung Deutschland sucht den Superstar meint er, dass er der wahre Superstar des Landes sei. Im teils von Valezka gesungenen Refrain stellt sie ihn als „König von Deutschland“ vor und Eko Fresh bescheinigt sich ausreichend Talent für eine erfolgreiche Karriere, die lediglich davon abhängig sei, ob seine Musik gerade im Trend liege. Dabei beschwert er sich, dass sein Musikvideo nicht von VIVA gespielt werden würde. Zudem werden zahlreiche deutsche Prominente im Song erwähnt, die von Eko Fresh in diverse Wortspiele und Vergleiche eingebunden und teils verspottet werden, darunter Michael Schumacher, Andreas Türck, Oliver Kahn, Stefan Raab, Band ohne Namen, Domian, Dirk Nowitzki, Dieter Bohlen, Jeanette Biedermann, Tobias Schlegl, Stefan Effenberg, Ben, Enie van de Meiklokjes, Gerhard Schröder und Atze Schröder.

„Wenn du ihn nicht kennst, gewöhne dich neu dran

Er ist in Zukunft König von Deutschland

E-K-O oh, ich habe Talent

Die Frage ist nur, lieg ich damit im Trend“

## Produktion
Der Song wurde von der deutschen Musikproduzentin Melbeatz produziert, die neben Eko Fresh auch als Autorin fungierte.

## Musikvideo
Bei dem zu König von Deutschland gedrehten Musikvideo führte Daniel Weißbach Regie. Es verzeichnet auf YouTube über 2,2 Millionen Aufrufe (Stand Oktober 2023). Zu Beginn des Videos fährt Eko Fresh Zigarre rauchend auf dem Beifahrersitz eines Mercedes durch eine nächtliche Stadt, während er den Song rappt. Das Auto wird von einer Frau gefahren und auf der Rückbank sitzt Kool Savas. Sie halten an einem Club, vor dem zahlreiche, vor allem weibliche Fans auf den Rapper warten und ihm einen roten Teppich ausrollen. Dabei stürzt eine Frau und Eko Fresh muss über sie drübersteigen, bevor er einen weiten blauen Mantel angelegt bekommt und den Club betritt. Drinnen sind weitere Frauen, die den Rapper bewundern, sowie auch Valezka, die den Refrain singt. Zudem befindet sich eine Bowlingbahn im Club, auf der er zuerst tanzt und rappt und danach Bowling spielt. Zwischendurch sitzt Eko Fresh auf einem Thron zwischen den Fans, die ihm eine goldblaue Krone aufsetzen. Am Ende des Videos sind auch Thomas M. Stein und Roberto Blanco im Club zu sehen.

## Single

### Covergestaltung
Das Singlecover zeigt auf der linken Seite Eko Fresh, der weiß-rot gekleidet ist und den Betrachter ansieht, wobei er eine Hand als Faust an seine Wange hält. Rechts im Bild befinden sich die gold-schwarzen Schriftzüge Eko Fresh und König von Deutschland auf schwarzem Grund. Unten rechts sind die weiteren Farben der Deutschlandflagge – Rot und Gold – zu sehen.

### Titelliste
1. König von Deutschland feat. Valezka – 3:39
2. Wenn du es willst feat. Valezka – 3:41
3. Heat – 3:15
4. König von Deutschland RMX feat. Kool Savas & Valezka – 3:02

### Chartplatzierungen
König von Deutschland stieg am 21. Juli 2003 auf Platz 15 in die deutschen Singlecharts ein und belegte in den folgenden Wochen die Ränge 27 und 20. Insgesamt hielt sich der Song neun Wochen in den Top 100 und war Eko Freshs erster Charteinstieg als Leadmusiker. In der Schweiz erreichte das Lied für eine Woche Position 90, wohingegen es die Charts in Österreich verpasste.
| ChartsChartplatzierungen | Höchstplatzierung | Wochen |
| ------------------------ | ----------------- | ------ |
| Deutschland (GfK)        | 15 (9 Wo.)        | 9      |
| Schweiz (IFPI)           | 90 (1 Wo.)        | 1      |